# Mario Galunič
Mario Galunič [galúnič], slovenski televizijski voditelj in urednik, * 21. avgust 1969, Maribor, Slovenija.

## Življenjepis
Mario Galunič je rojen v Mariboru, prva leta svojega življenja je preživel v Hočah. Z začetkom osnovnega šolanja se je družina preselila v Maribor, kjer je obiskoval OŠ Ivana Cankarja od 1976 do 1984. Od leta 1984 je bil dijak Srednje družboslovne šole (danes je to Prva gimnazija Maribor), od septembra 1988 do 1989 pa je služil vojaški rok v JLA v Sarajevu in na Kosovu. Leta 1989 je začel študij na Filozofski fakulteti v Ljubljani, in sicer na enopredmetni smeri slovenski jezik in književnost. Diplomiral je leta 1995, in sicer z dvema diplomskima nalogama: Žanrski prenos in pravljice Svetlane Makarovič (dipl. naloga iz književnosti) in Struktura povedi govorjenega knjižnega jezika (dipl. naloga iz jezika).
Še pred končanim študijem in po diplomi je leto in pol delal kot učitelj slovenščine na Osnovni šoli Spodnja Šiška v Ljubljani, že od leta 1992 pa je honorarno sodeloval s TV Slovenija, sprva kot novinar pri novi oddaji Informativnega programa RPL in kmalu tudi kot sodelavec Razvedrilnega programa TV Slovenija, kamor ga je povabil takratni odgovorni urednik Mito Trefalt.
Danes je v slovenskem medijskem prostoru poznan predvsem kot voditelj in urednik razvedrilnih oddaj TV Slovenija: Nedeljskih 60, Zoom, Mario, Spet doma, Moja Slovenija, Joker in mnogih festivalov, prireditev, silvestrskih oddaj ipd. Skupaj je vodil več kot 700 'primetime' oddaj, veliko večino v živo, kar je rekord med slovenskimi TV voditelji.
Tri leta je bil tudi moderator enourne večerne oddaje v živo na Radiu glas Ljubljane (ob koncu 90-ih let).
Od leta 2007 je na TV Slovenija redno zaposlen kot urednik oddaj in voditelj razvedrilnih oddaj.
1. junija 2014 je v. d. generalnega direktorja Marko Filli na predlog direktorja Televizije Slovenija Janeza Lombergarja za novega odgovornega urednika Razvedrilnega programa TV Slovenija imenoval Maria Galuniča za mandatno obdobje štirih let. Pod njegovim urednikovanjem so med drugim nastale naslednje oddaje: Vse je mogoče (voditelj Bojan Emeršič), Kdo bi vedel (voditelj Saša Jerković), Vem! (voditelja Anže Zevnik in Aljoša Ternovšek), Vikend paket (voditelja Bernarda Žarn in Jože Robežnik), Ne se hecat! (voditelja Nina Osenar in Boris Kobal), Taksi (kviz z Jožetom), Bučke (avtor Bojan Krajnc), Dnevi slovenske zabavne glasbe ... Spomladi 2018 ga je na mestu odgovornega urednika RP nasledil Vanja Vardjan.

## Delo na televiziji
Televizijski začetki in manjši projekti
- 1992 – RPL (Regionalni program Ljubljana) – novinar, sodelavec
- 1992–1993 – Besede, besede, besede – strokovni sodelavec (razlagalec pomenov besed, voditeljica Eva Longyka)
- 1994–1996 – Nor na reklame (bralec besedila licenčne oddaje,15 oddaj)
- 1994 – Igre brez meja (z Evo Longyka) (5 oddaj na terenu: Portugalska, Češka, Grčija, Wales)
- 1996 – sporočanje glasov RTV Slovenija na Pesem Evrovizije v Oslo (v francoščini)

Razvedrilne oddaje, ki jih je vodil, od jeseni leta 1997 pa je bil tudi njihov urednik: 
- 1993–1996 – Nedeljskih 60 (sprva eden od mnogih voditeljev, od jeseni 1994 edini voditelj) (75 oddaj)
- 1996–2001 – ZOOM (Zabava okrog osmih pri Mariu) (200 oddaj)
- 2001–2002 – Mario, nedeljski večer v živo (53 oddaj)
- 2003 - Avtoportret (30 oddaj)
- 2004–2008 – Spet doma (130 oddaj)
- 2009–2011 – Spet doma (82 oddaj)
- 2012–2014 – Moja Slovenija (69 oddaj)[2]
- 2019–danes– Joker (162 oddaj) - še poteka

Festivali in posebne oddaje
- 1994: Mali festival Nedeljskih 60
- 1999: Melodije morja in sonca 1999 (z Lorello Flego)
- 2000: Melodije morja in sonca 2000 (z Lorello Flego)
- 2000: Zlati petelini 2000 (z Mojco Mavec)
- 2001: Melodije morja in sonca 2001 - pop večer (z Lorello Flego)
- 2002: Melodije morja in sonca 2002 (z Lorello Flego)
- 2003: Melodije morja in sonca 2003 - pop večer (z Lorello Flego)
- 2004: Slovenska popevka 2004 (z Nušo Derendo)
- 2005: Slovenska popevka 2005 (s Katarino Čas in z Ljerko Belak)
- 2005: 12 mesecev (silvestrska oddaja 31. 12. 2005 z Ivano Šundov)
- 2007: Ema 07 - finalni izbor (s Heleno Blagne)
- 2007: Srečanje predsedniških kandidatov (z Rosvito Pesek)
- 2008: Ema 08 - finalni izbor (z Bernardo Žarn)
- 2009: Slovenska popevka 2009  (z Bernardo Žarn)
- 2012: Slovenska popevka 2012 (z Mojco Mavec)
- 2013: 60 let prijatelji (dobrodelna prireditev ZPM Maribor)
- 2014: Melodije morja in sonca 2014 (z Lorello Flego),
- 2014: Slovenska popevka 2014 (z Blažko Muller Pograjc)
- 2015: Melodije morja in sonca 2015 (z Lorello Flego)
- 2016: DSZG 2016: Popevka (z Bernardo Žarn in Lorello Flego),
- 2016: Melodije morja in sonca 2016 (z Lorello Flego)
- 2017: DSZG Ema 2017 (sovoditelj finala),
- 2017: Melodije morja in sonca 2017 (z Lorello Flego)
- 2018: Popevka 2018 (z Nuško Drašček)
- 2019: Popevka 2019 (z Jožetom Robežnikom)
- 2021: Melodije morja in sonca 2021 (z Lorello Flego)
- 2022: Poletna noč: Besedam moč (z Bernardo Žarn)

## Nagrade
Je dobitnik številnih medijskih nagrad: 
- 1996: viktor popularnosti za televizijsko osebnost
- 1997: viktor popularnosti za televizijsko osebnost
- 1998: viktor popularnosti za televizijsko osebnost
- 1999: viktor popularnosti za televizijsko osebnost
- 2004: viktor za najboljšega voditelja zabavne TV oddaje
- 5 TV gongov popularnosti (podeljuje Vikend magazin)